# Asobla
Asobla es una localidad ubicada en el sur de la parte continental de Guinea Ecuatorial.

## Personas destacadas
- Guillem d'Efak, cantante, escritor y actor.

- Datos: Q51468875